# Morellia cashmirana
Morellia cashmirana är en tvåvingeart som beskrevs av Fritz Isidore van Emden 1965. Morellia cashmirana ingår i släktet Morellia och familjen husflugor. Inga underarter finns listade i Catalogue of Life.